# П
П, п（称呼为Пэ, Pe）是一个广泛用在斯拉夫语言的西里尔字母，由希腊字母Π演变而成。留意小写п的斜体与正体字母的写法不同。

## 字母的次序
在俄语、白俄罗斯语字母中排第17位，在乌克兰语、马其顿语字母中排第20位，在保加利亚语字母中排第16位，在塞尔维亚语字母中排第19位。

## 音值
通常为 /p/（不送氣音），在腭化元音前代表/pʲ/。

## 字符编码
| 字符编码 | Unicode | ISO 8859-5 | KOI-8 | GB 2312 | HKSCS |
| -------- | ------- | ---------- | ----- | ------- | ----- |
| 大写 П   | U+041F  | BF         | F0    | A7B1    | C844  |
| 小写 п   | U+043F  | DF         | D0    | A7E1    | C865  |

## 参看
- Π π（希腊字母）
- P p（拉丁字母）

## 外部連結
- 维基词典中的词条「П」
- 维基词典中的词条「п」
- Буква П （页面存档备份，存于） на сайте graphemica.com
- Буква п （页面存档备份，存于） на сайте graphemica.com